# 等效寬度

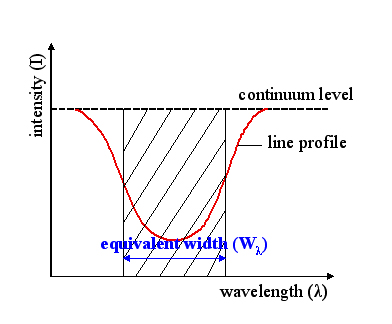
圖中顯示的等效寬度是對應於以紅色顯示譜線的吸收線。

等效寬度是測量譜線在擬定強度-波長範圍區域的措施。它是由具有相同高度的連續輻射區域組成的矩形，尋找它的寬度使矩形的面積等於譜線涵蓋的面積。這是光譜強度的特徵，主要應用在天文學。

## 定義
正式的等效寬度由下面的公式給定：
{\displaystyle W_{\lambda }=\int (1-F_{\lambda }/F_{0})d\lambda }.。
此處，{\displaystyle F_{0}}表示在吸收（或發射）任何一側的連續譜線強度特性；{\displaystyle F_{\lambda }}表示跨過整個波長範圍內的強度。然後，{\displaystyle W_{\lambda }}表示強度降為零的假想線，並且與連續的真實部分有著"相同完整的通量"。這個公式可以使用在吸收，也可以使在發射，但是使用在發射時，{\displaystyle W_{\lambda }}的值是負值，所以呈現的是絕對值。

## 應用
等效宽度用作光谱特征强度的定量度量。等效宽度是一个方便的选择，因为光谱特征的形状可以根据生产线的系统的配置而变化。例如，由于发射光子的气体的运动，该线可能会经历多普勒展宽。光子将偏离线中心，从而使发射线的高度无法衡量其整体强度。另一方面，等效宽度“测量由线从光谱中去除的能量的比例”，而与线固有的加宽或分辨率较差的检测器无关。因此，等效宽度可以在许多情况下产生吸收或发射原子的数量。
例如，相当于宽度的测量巴尔末阿尔法在过渡金牛T星以个别金牛T星分类为古典或使用弱内衬。另外，等效宽度在研究中使用的恒星形成在莱曼阿尔法 星系，作为阿尔法莱曼线的等效宽度与在星系的恒星形成率。在需要定量比较线强度的许多其他情况下，也使用等效宽度。

## 外部連結
- Equivalent Width in the SAO Encyclopedia of Astronomy （页面存档备份，存于）